# Robert Evans
Robert Evans (New York, 29 juni 1930 – Beverly Hills, 26 oktober 2019), geboren als Robert J. Shapera, was een Amerikaans filmproducent, voormalig studiobaas en acteur. Hij produceerde films als Rosemary's Baby (1968), Love Story (1970), The Godfather (1972) en Chinatown (1974).

## Biografie
Robert Evans werd in 1930 geboren als Robert J. Shapera. Hij was de zoon van Florence Krasne, een huisvrouw die uit een rijke familie afkomstig was, en Archie Shapera, een tandarts uit Harlem. In zijn tienerjaren vroeg zijn vader aan hem en zijn broer om hun achternaam te veranderen in "Evan", uit eerbetoon aan hun grootmoeder die op sterven lag en wier familienaam Evan luidde. Als hommage aan hun geboortenaam Shapera besloten de broers om de letter 's' aan de nieuwe naam toe te voegen.
Evans groeide op in de Upper West Side van New York. In zijn jonge jaren deed hij promotiewerk voor Evan-Picone, het modebedrijf van zijn broer Charles. Daarnaast was hij ook actief als stemacteur voor radioprogramma's.

### Filmcarrière
In 1956, op Election Day, werd hij in The Beverly Hills Hotel gespot door actrice Norma Shearer, waarna ze hem een rol bezorgde in de film Man of a Thousand Faces. Evans mocht voor die film in de huid kruipen van de beroemde filmproducent Irving Thalberg, met wie Shearer tot 1936 getrouwd was. Nadien werd Evans ook opgemerkt door Darryl F. Zanuck, die hem castte als Pedro Romero in The Sun Also Rises, een verfilming van de gelijknamige roman van schrijver Ernest Hemingway. Dat was echter niet naar de wensen van zowel Hemingway als hoofdrolspeelster Ava Gardner. Daarnaast verscheen hij ook in de film The Best of Everything (1959) van 20th Century Fox.
Evans zag voor zichzelf geen toekomst weggelegd als acteur en besloot een carrière als filmproducent uit te bouwen. Hij stuurde verscheidene medewerkers op pad om op zoek te gaan naar manuscripten en andere teksten die op het punt stonden gepubliceerd te worden. Op die manier probeerde hij zijn concurrenten te snel af te zijn. In 1966 kreeg hij het manuscript van The Detective van schrijver Roderick Thorp in handen. Evans kocht de rechten op het boek, dat uiteindelijk in 1968 zou verfilmd worden met Frank Sinatra in de hoofdrol.
Evans' manier van werken werd opgemerkt door Peter Bart, een journalist van The New York Times, die vervolgens een artikel aan hem wijdde. Als een gevolg werd Evans door Charles Bluhdorn, hoofd van Gulf+Western in dienst genomen om de productieafdeling van Paramount Pictures te leiden.
Tijdens zijn periode als productiebaas van Paramount bracht de studio succesvolle films als Barefoot in the Park, The Odd Couple, Rosemary's Baby, The Italian Job, True Grit, Love Story, Harold and Maude, The Godfather, Serpico, The Conversation en The Great Gatsby uit.
Na het succesvolle Chinatown (1974) stapte Evans op als productiebaas van Paramount, waardoor hij films onder zijn eigen naam kon maken. Ook nadien bleef hij samenwerken met Paramount en bracht hij onder meer de films Marathon Man, The Cotton Club en The Two Jakes uit.

## Persoonlijk leven

### Huwelijken
Evans trouwde zeven keer en de meeste huwelijken duurden drie jaar of minder. Van 1969 tot 1973 was hij getrouwd met actrice Ali MacGraw. In 1998 was hij negen dagen gehuwd met actrice Catherine Oxenberg.

### Cocaïnehandel
In 1980 werd Evans veroordeeld wegens cocaïnehandel. Hij had samen met zijn broer Charles een grote hoeveelheid cocaïne gekocht en pleitte schuldig. Om strafvermindering te krijgen, nam hij achteraf een reclamespot op tegen drugs. In 1994 verklaarde Evans dat hij geen handelaar was, maar enkel een gebruiker.

### Cotton Club-moord
Via cocaïnedealer Karen Greenberger (ook bekend als Lanie Jacobs) kwam Evans in contact met impresario Roy Radin. Die laatste wilde doorbreken in de filmindustrie en hoopte een film te maken over de Cotton Club, een New Yorkse nachtclub. Evans en Radin richtte een productiebedrijf op om het project te verfilmen.
In 1983 werd de 33-jarige Radin vermoord. Hij werd meermaals door het hoofd geschoten en zijn lichaam werd nadien met dynamiet opgeblazen om de identificatie moeilijker te maken. Huurmoordenaar William Mentzer was een van de vier personen die achteraf schuldig werd bevonden en werd veroordeeld voor de moord. Karen Greenberger werd schuldig bevonden aan doodslag en ontvoering. Ze vreesde dat ze niet als producent zou mogen meewerken aan The Cotton Club en dus niet zou mogen delen in de mogelijke winst die de film zou maken. In de pers werd de moordzaak omgedoopt tot de Cotton Club murder trial.
Evans werd in de loop van het onderzoek meermaals aan de zaak gelinkt. In 1991 getuigde Greenberger dat hij niks met de moord te maken had.

## Prijzen en nominaties

### Academy Awards
- Beste film – Chinatown (1974) (genomineerd)

## Filmografie

### Als productiebaas van Paramount
- The President's Analyst (1967)
- Barefoot in the Park (1967)
- The Odd Couple (1968)
- The Detective (1968)
- Rosemary's Baby (1968)
- The Italian Job (1969)
- True Grit (1969)
- L'Aveu (1970)
- Love Story (1970)
- A New Leaf (1971)
- Plaza Suite (1971)
- Harold and Maude (1971)
- The Godfather  (1972)
- Serpico (1973)
- Save the Tiger (1973)
- The Great Gatsby (1974)
- The Conversation (1974)

### Als producent
- Chinatown (1974)
- Marathon Man (1976)
- Black Sunday (1977)
- Players (1979)
- Urban Cowboy (1980)
- Popeye (1980)
- The Cotton Club (1984)
- The Two Jakes (1990)
- Sliver (1993)
- Jade (1995)
- The Phantom (1996)
- The Saint (1997)
- The Out-of-Towners (1999)
- How to Lose a Guy in 10 Days (2003)
- Kid Notorious (2003, tv-serie)
- Urban Cowboy (2016, tv-film)

### Als acteur
- Lydia Bailey (1952)
- Man of a Thousand Faces (1957)
- The Sun Also Rises (1957)
- The Fiend Who Walked the West (1958)
- The Best of Everything (1959)
- Cannes Man (1996)
- Kid Notorious (2003, tv-serie)
- The Girl from Nagasaki (2013)